# 오사카만 단층대
오사카만 단층대(일본어: 大阪湾断層帯 おおさかわんだんそうたい[*])는 일본 효고현 고베시 부근과 오사카만 남부를 잇는 활단층대이다. 북동-남서 주향에 연장 39km인 역단층이다.

## 지진 발생 확률
| 규모(M)   | 30년 내 발생 확률 | 활동 주기      | 최후 활동 시기 |
| --------- | ----------------- | -------------- | -------------- |
| M7.5 정도 | 0.004％ 이하      | 3천~7천년 정도 | 9세기 이후     |